# Sportbild

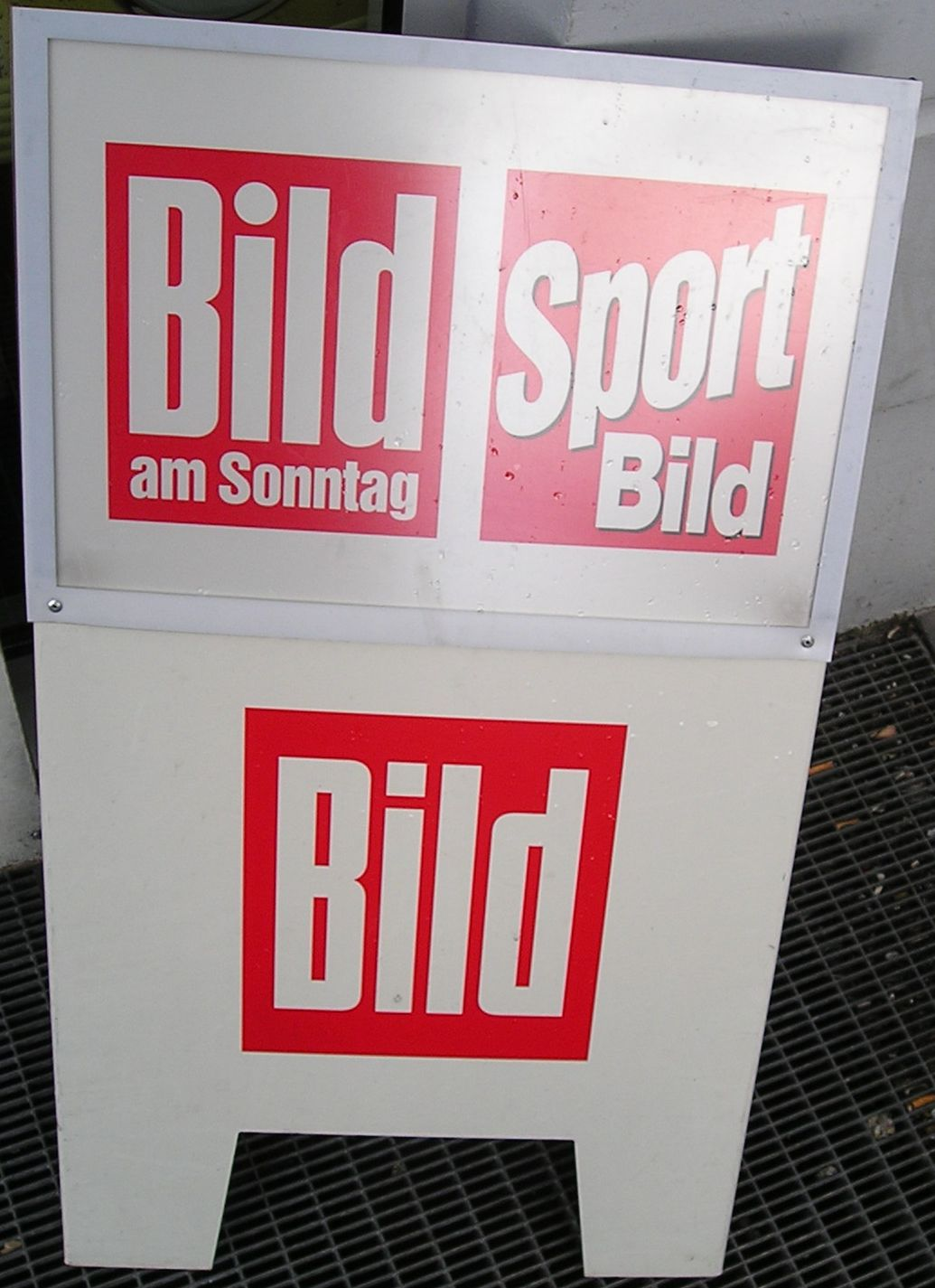
Sportbild-reklam vid en tidningskiosk

Sportbild är ett tyskt sportmagasin som getts ut sedan 1988 av Axel-Springer-Verlag. Magasinet ha en upplaga på ca 480 000 exemplar och är därmed Europas största sportmagasin. Sportbild ges ut veckovis.